# Бојан Токић
Бојан Токић (Јајце, 13. јануар 1981) јесте словеначки стонотенисер. Токић је више пута представљао Словенију на Олимпијским играма, Европским првенствима и Светским првенствима, где је остварио запажене резултате.
Његов највећи успех на Европском првенству је освајање бронзане медаље у синглу 2011. године у Гдањску, Пољска.

## Каријера
Токићево прво такмичење било је у Монпељеу, где је освојио ЕТТУ куп. Преко Каљарија, Италија и Љубљане, Словенија, прелази у СВ Плидерхаузен, Немачка у сезони 2000/01. Потом се вратио у Словенију да ради у оквиру групе за обуку, са којом је остао три године. Године 2003. вратио се у Немачку да игра за ТТЦ Фрикенхаузен. У сезони 2005/06 освојио је ЕТТУ куп, ДТТБ куп и немачку лигу са ТТЦ Фрикенхаузеном. На Европском првенству 2007. стигао је до четвртфинала у мушкој појединачној конкуренцији.
Токић је учествовао на Летњим олимпијским играма 2008. у Пекингу где је изгубио у трећем колу од коначног шампиона Ма Лина. На Светском првенству у стоном тенису 2009. у Јокохами изгубио је у трећем колу од Каија Јошиде. Токић је 2010. године присуствовао међународном турниру Отворено првенство Словеније 2010. у стоном тенису. Октобра 2011. освојио је бронзану медаљу у појединачној и у дабл конкуренцији Европског првенства 2011. На Олимпијским играма 2012. поново је изгубио у трећем колу, овог пута од Гао Нинга из Сингапура.
На Олимпијади 2016. у Рио де Жанеиру изгубио је у четвртом колу од Димитрија Овчарова . Токић је повео са 1:0 након што је одиграо најдужу стонотениску партију у историји Олимпијских игара, постигавши укупно 64 поена, што значи да је победио 33:31. На крају је изгубио утакмицу са 4-1.